# Liogenys palpalis
Liogenys palpalis är en skalbaggsart som beskrevs av Johann Friedrich von Eschscholtz 1822. Liogenys palpalis ingår i släktet Liogenys och familjen Melolonthidae. Inga underarter finns listade i Catalogue of Life.